# Leichter Panzerspähwagen
Le terme Leichter Panzerspahwagen (véhicule de reconnaissance léger) désigne une série de blindés à quatre roues, utilisés par la Wehrmacht au cours de la Seconde Guerre mondiale et produits de 1935 à 1944. Les véhicules blindés à six ou huit roues étaient désignés « Schwerer Panzerspahwagen ».

## Histoire
En 1934, Werk Horch fut sélectionné par Wa Pruef 6 afin de créer un Spezial-Fahrgestell pour le leichte Panzerspaehwagen avec quatre roues motrices, ainsi que deux ou quatre roues directionnelles. Néanmoins, ce châssis n'avait pas pour obligation de rencontrer toutes les conditions de mobilité du      8-Rad Pz.Sp.Wg., et spécialement les capacités de franchissement de tranchées ou fossés. Ce châssis fut appelé le Wagen Typ 801 et connut son premier test en juillet 1934.
Les premiers 30 exemplaires de production en série du s.Pkw.I Fahrgestell Type 801 furent complétés en avril 1935 (voir Tableau 1 dans Production). Néanmoins, les contrats avec le Waffenamt ne furent pas reçus avant le 22 juin 1935. Le premier contrat fut un total de 308 Spezial-Fahrgestell 801. D'autres contrats, dont un de 33 Spezial-Fahrgestell, comprenant un autre de 24 Special-Fahrgestell 801 furent refusés, mais un du 14 août 1936 de quatre de ces châssis fut maintenu. Le 27 juillet 1936, Werk Horch reçut un contrat de production de 18 Wagen 801, modifiés avec un radiateur plus large que le modèle original à destination de la Chine, qui seront utilisés pour monter 10 Sd.Kfz. 221, 4 Sd.Kfz. 222, ainsi que 4 Sd.Kfz. 223. Tous furent livrés en mars 1937.
À l'origine, Werk Horch devait compléter les 20 premiers Fahrgestell Type 801 en janvier 1935. Cependant, des délais se sont produits, ce qui fit que les châssis furent complétés en trois mois plus tard en avril 1935. Un total de 259 châssis furent complétés d'avril à décembre 1935, plus 88 de janvier à août 1936, et en final, 12 de janvier à mars 1937 pour un total de 359 châssis, soit 9 de plus que ce qui était requis pour les 332 le.Pz.Sp.Wg. pour la Wehrmacht et les 18 mentionnés précédemment pour la Chine. Sur les 9 châssis excédentaires, cinq ne furent pas mentionnés dans l'utilisation des châssis par la Wehrmacht, et pourraient donc  avoir été utilisés  comme Versuchs-Fahrgestell, soit des châssis d'essais, ou comme châssis de remplacement pour ceux déjà commandés. Des quatre restants, un, le le.Pz.Sp.Wg. (Sd.Kfz. 221) fut reporté comme étant en sein du LSSAH.
Les 332 châssis complétés par Werk Horch d'avril 1935 à août 1936 furent utilisés afin d'assembler 143 le.Pz.Sp.Wg. Sd.Kfz. 221, 72 Sd.Kfz. 222, et enfin 117 Sd.Kfz. 223. Ces châssis complétés et en ordre de fonctionnement furent envoyés à Deutsche-Werk à Kiel, Schichau à Elbing, et Daimler-Benz Werk 40 à Berlin-Marienfelde, où l'assemblage final prit place, incluant le montage de l'Aufbau (superstructures blindées). À cause de différences comme la taille du générateur électrique requis, différents réservoirs d'essence et suspensions plus légères dans le Sd.Kfz. 221, les Fahrgestell pour les trois différents types of le.Pz.Sp.Wg. furent produits par lots, au lieu d'être mélangés de façon hasardeuse.
Plusieurs modifications mineures furent apportées aux différentes séries de production afin d'apporter des améliorations aux composants de motorisation. Ces changement étaient propres à chaque Fahrgestell Serie, de même que ceux visibles à l'extérieur du véhicule. Les changements de la 2.Serie sont les suivants : les clignotants du véhicule, les réservoirs d'essence, la pompe à injection, le radiateur, l'embrayage, les roues et pneus, les bougies de moteur, et enfin la courroie de distribution. La 3.Serie connut des changements sur certaines des mêmes pièces, telles que les pneus, réservoirs d'essence, les roues et la courroie de distribution. Les autres modifications que connut la série furent les écrous, l'interrupteur de l'éclairage interne, la monture des roues, le châssis, l'avertisseur sonore, le groupe électrogène et les roues avant motrices. La 4.Serie, quant à elle, changeait les clignotants, la monture des roues, le frein à main, le guide d'essieu, le groupe électrogène, les roues avant motrices, la transmission et la courroie de transmission.
En cherchant à faire un châssis plus puissant pour le Le.Pz.Sp.Wg, Wa Pruef 6 donna l'autorisation ainsi que des contrats à Werk Horch afin qu'ils se penchent sur la production et réalisation de ce nouveau châssis. Le châssis, appelé Wagen Typ 801v, incorporait comme moteur le Horch Type 801v, de 90 chevaux, un panneau d'absorption des chocs télescopiques monté au milieu de chaque paire de ressorts de suspension des roues, de nouveaux freins pneumatiques remplaçant les freins mécaniques, une nouvelle transmission, basée sur celle du s.Pkw.II, une nouvelle carrosserie, cependant pas interchangeable avec celle des précédents modèles, et enfin des essieux renforcés. Les contrats de ce châssis étaient séparés de ceux du modèle original, le Typ 801. Le nouveau contrat de production fut baptisé 5.Serie, et comprenait également un générateur de 600w, pour l'équipement radio durant l'assemblage final. Sur la base de ce châssis, 100 Sd.Kfz 223 furent assemblés, 300 Sd.Kfz 222, 34 Sd.Kfz 260, et enfin 74 Sd.Kfz 261

### Service
Ayant servi aux côtés des unités de la Wehrmacht tout au long de la guerre, ainsi que dans certains pays de l'Axe, le le.Pz.Sp.Wg connut de nombreux déploiements et combats.
Pour commencer, la Chine nationaliste, se sentant menacée par le Japon, acheta des le.Pz.Sp.Wg à l'Allemagne, et les utilisa pendant la défense de Shanghai, en 1937. Ils ne furent cependant pas utilisés comme des véhicules de reconnaissance, mais plutôt comme des casemates mobiles.
Malheureusement, pour leur service dans les forces allemandes, l'usage de tels véhicules est souvent éclipsé par des véhicules tels que les plus connus des Panzer, comme le Panther ou le Tiger. Néanmoins, on sait qu'ils furent utilisés durant l'invasion de la Pologne, en 1939, durant la campagne de France, en 1940, en tant que véhicule de soutien et de reconnaissance. Il est inconnu si des Sd.Kfz 221 furent déployés durant la campagne d'Afrique du Nord, en raison de l'absence de photos, néanmoins, on peut estimer qu'un petit groupe de ces véhicules furent déployés dans les combats, possiblement une vingtaine.
L'opération Barbarossa vit la fin des Sd.Kfz. 221, car elles étaient bien trop faiblement équipées, que ce soit pour la lutte contre l'Armée rouge, ainsi qu'un manque d'adaptation face à l'hiver russe.

## Blindage
Des plaques de blindage en acier inclinées de 8 mm étaient placées à l’avant, le reste du véhicule était constitué de plaques de 5 mm. Des plaques de protection en fonte des orifices d’observation furent ajoutés par la suite. La tourelle sans toit recevait un filet métallique, la protégeant des jets de grenades. Un fait intéressant pouvant être ajouté est que les capacités de résistance aux tirs des plaques de blindage étaient perdues dès que celles-ci étaient confrontées à une trop grande chaleur. C'est d'ailleurs pour cela qu'il était interdit de travailler sur les plaques avec du matériel de soudure, torches de coupe ou chalumeaux sans coopérer avec l'Entwicklugsstelle fuer Panzerspaehwagen des Heereswaffenamtes.
Durant la conception des le.Pz.Sp.Wg, les principaux fabricants du blindage étaient Deutsche Edelstahlwerke, et Werk Hannover, Boehler Werk Kapfenberg, et Schoeller Bleckmann. L'angle du blindage sur le véhicule faisait qu'il passait de 5,5mm d'épaisseur à 14,5mm, le tout lui permettant de résister à des munitions de 7,92mm S.m.K (anti-blindage). néanmoins, les capacités de ces entreprises à fabriquer des plaques de blindage plus épaisses étaient réservées à d'autres Pz.Kpfw, ce qui entraîna l'admission de trois autres entreprises de production de blindage dans l'assemblage du Leichter Panzerspähwagen, Gebr.Boelher & Co.A.G., Kapfenberg, et Schoeller. Néanmoins, ces entreprises eurent un retard, et les plaques de blindage ne furent livrées que dans le dernier quart de 1940, et début 1941. Un autre de contrat de 22 blindages de Sd.Kfz 223 fut complété dans la première moitié de 1941, un autre pour 20 Sd.Kfz 261 fut complété en juin 1941, suivi de 180 dans le troisième quart de 1941. Schoeller-Blechmann AG, Muerzzuschlag a rapporté la livraison de 30 structures blindées pour Sd.Kfz 222, et la fin de production de 24 structures blindées de Sd.Kfz 261 fin 1940. Des préparations eurent lieu afin de produire des structures blindées pour Sd.Kfz 260, et un total de 126 d'entre eux furent livrés fin 1940. Schoeller-Blechmann était le principal fournisseur de structures blindées pour le le.Pz.Sp.Wg, et dira avoir reçu en tout des contrats pour 300 Aufbau f. Sd.Kfz.222, 100 Aufabu f. Sd.Kfz.223, 46 Aufbau f. Sd.Kfz.260 et enfin 130 Aufbau f. Sd.Kfz.261.

## Variantes

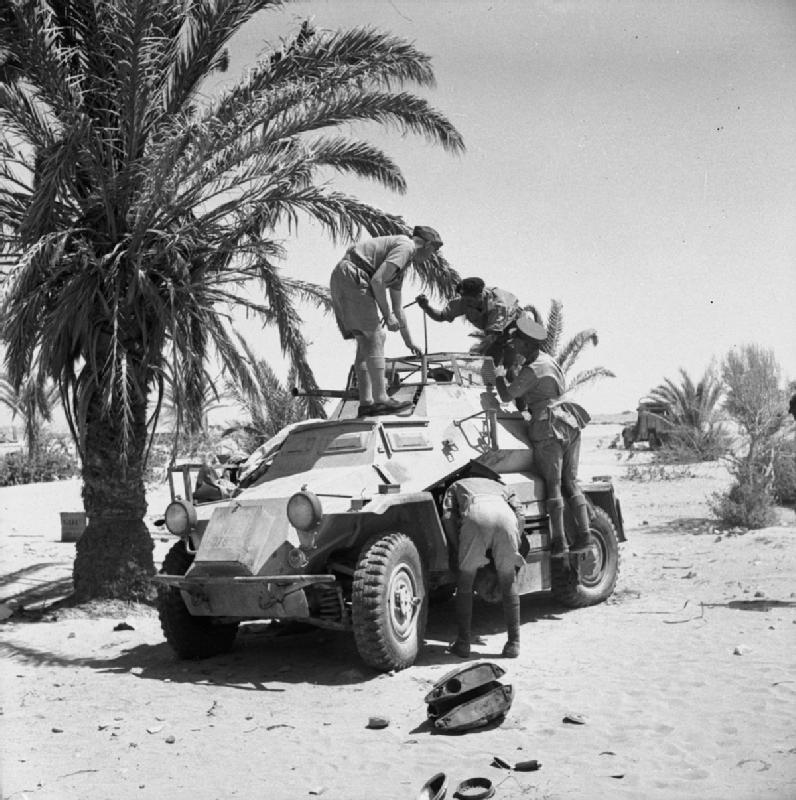
Sd.Kfz. 222 saisi et inspecté par des troupes britanniques en Afrique du Nord en 1941

### Sd.Kfz. 221
Modèle de base et première grande série. Armé d’une seule mitrailleuse MG 34 de calibre 7,92 mm, équipage de 2 personnes et transmission intégrale. Le blindage original de 8 mm passa à 14,5 mm pour les dernières versions produites.
Un total de 339 le.Pz.Sp.Wg (M.G) (Sd.Kfz 221) furent produits pour l'Allemagne de 1935 à Août 1940 dans les séries suivantes:
1.Série: 143 de 1935 à 1937, dont 14 assemblés par Daimler-Benz, Berlin-Marienfelde, 60 par Deutsche-Werke, Kiel , et enfin 69 par Schichau, Elbing.
2.Série: 46 d'avril à novembre 1938.
3.Série: 150 de juin 1939 à août 1940, assemblés par Weserhuette, Bad Oeynhausen.
Aucun véhicule de la 4.Serie ne fut assemblé.
Ci-après la liste des modifications faites sur les Sd.Kfz 221. En octobre 1936 fut rajouté un Wagenwinde. Ensuite, comme ordonné par In 6, la M.G 13 fut remplacée par une M.G 34. Néanmoins, la M.G 13 pouvait être retenue sur le véhicule par les Panzerspaehkompanie. Ces M.G 34 ne devaient admettre comme moyen de recharge uniquement des chargeurs tambours.
Le Schussicheren Schlaeuche était une modification, mentionnée dans les contrats pour des 3.Serie du 14 juin 1938 qui spécifiait que les véhicules de cette commande devaient être équipés schussicheren Schlaeuche, des chambres à airs pare-balles. Bien qu'elles n'aient pas vraiment pour but d'empêcher la pénétration par les munitions, cela faisait en sorte que la chambre à air ne se dégonfle pas et que le véhicule soit toujours conductible, même après une balle dans les pneus.
La modification Einheitssehklappen commença au début 1939, sur la 3.Serie Fahrgeshtell, et remplaçait les ports d'optiques larges par des ports d'optiques standards. Quatre Sehklappen mit Sehschlitz rivés au Schutzshild, un Einhietssehklappe mit Sehschlitz, plus long, pour le conducteur du véhicule, et deux Sehklappen mit Sehschlitz, plus courts et placés à droite et à gauche de la partie supérieure de la structure du véhicule pendant la production.
Le Nachtmarschgeraet, annoncé le 13 février 1940, désigne des supports spéciaux développés pour monter le Nachtmarschgeraet sur le.Pz.Sp.Wg, système qui incluait le Notek Tarnscheinwerfer, des feux d'extinction de signal avant, ainsi que le Abstand-Rueckleuchte, feux de convoi, à l'arrière.
Le Funksprechgeraet "a" commence en 1941, et désigne un équipement radio avec une antenne-tige logée à l'arrière du Pz.Sp.Wg (incluant le Sd.Kfz 221). Opérant sur une bande de 24,11 à 25,01 MHz, le Fu.Spr.Ger.a possédait une portée assez courte de 1 kilomètre quand le véhicule était en mouvement.
Le s.Pz.B.41 fut annoncé le 18 mars 1942. Le le.Pz.Sp.Wg. (Sd.Kfz 221) devait être modifié par le montage d'un s.Pz.B.41 dans le Schutzshild à la place de la mitrailleuse. La M.G 34 fut gardée, mais le M.P18 devait être changé pour un M.P 38. Un support de campagne le.Fledlafette 41 était aussi à monter. Le stockage des munitions comprenait 8 Patronenkasten avec 2,8cm Pz.Gr.Patr.41, 8 Patronengurte 34, et 8 Gurtkasten 34 pour cent chargeurs de calibre 7,92 mm, et 12 chargeurs pour le M.P 38.
Winkelspiegel désigne un périscope d'observation, monté sur le Sd.Kfz 221 via un support le 18 Mars 1942.
Enfin, le Kampfraumbeheizung désigne un chauffage pour le compartiment d'équipage, installé sur le Sd.Kfz 221. les unités de campagne devaient obtenir cette modification. Le courant d'air froid du compartiment moteur était inversé, les sorties d'air froid à dans la partie arrière basse étaient bloqués avec des plaques métalliques pour couverture. Le Gitter à l'avant, derrière la tourelle, était lui aussi bloqué par une plaque métallique. Le Gitter arrière, sur le dessus du véhicule, était gardé ouvert et une plaque de métal au-dessus du radiateur fut retirée, afin de permettre l'écoulement de l'air refroidit.

### Sd.Kfz. 222
Au total, 990 le.Pz.Sp.Wg. (2 cm) (Sd.Kfz.222) ont été produits pour l'armée allemande de 1935 à juin 1943 dans les séries suivantes :
1.Série - 72 dans Fgst.Nr.Serie 810001 - 810359 en 1935 à 1937 assemblage de 10 par Daimler-Benz, 26 par Deutsche Werke, et 36 par Schichau.
2.Série - 72 dans Fgst.Nr.Serie 810360-810485 d'avril à novembre 1938.
3.Série - 64 en Fgst.Nr.Serie 810636-810699 de juin 1939 à janvier 1940 assemblage par Schichau, Elbing.
4.Série - 232 en Fgst.Nr.Serie 810818-8101414 de septembre 1940 à décembre 1941 assemblage de 145 par Schichau, Elbing.
5.Série - 550 dans Fgst.Nr.Serie 8110004-8110994 de mai 1942 à juin 1943 assemblage de 350 par Buessing et 200 par Schichau ; blindage de Schoeller Bleckmann.

Un Horch M.G. Kw. utilisant un Kw.M.G.30 de 2 cm (dans un M.G.Kw.) pour la Fliegerabwehr (défense antichar) est mentionné dans un rapport sur les essais techniques des troupes devant être menés au cours de l'été 1935. Les essais à Wunsdorf devaient être terminés pour le 31 mars 1936.
L'évaluation des capacités de la leichte Panzerspachwagen par le Wa Prw est incluse dans un rapport daté du 30 octobre 1935, comme suit : Les nouveaux leichten Panzerspaehwagen sur un Horch-Fahrgestell à quatre roues motrices actuellement en production sont partiellement armés d'une mitrailleuse de 7,92 mm et partiellement d'un canon de 2 cm. Lorsqu'ils sont armés du canon de 2 cm, leur valeur dans une bataille de chars est à peu près la même que le canon de 2 cm de la Panzerwagen (La.S.100). Le blindage est à l'épreuve des S.m.K. (balles perforantes). Cependant, l'inconvénient de la Panzerspaehwagen leichten est sa faible capacité à traverser les tranchées.
Comme annoncé par In 6 le 16 juin 1937, le le.Pz.Sp.Wg.(2cm) (Sd.Kfz.222) auf Einheitsfahrgestell f.s.Pkw. (Horch 801) a été officiellement accepté comme équipement standard pour la Wehrmacht.
La description suivante de la leichter Panzerspachwagen (2 cm) (Sd.Kfz.222) est tirée du manuel D686/5 sur l'Aufbau (superstructure) daté du 18 décembre 1939.
Le leichte Panzerspaehwagen (2 cm) se compose du Fahrgestell et du Panzeraufbau fixés au châssis. Le châssis tout terrain est doté de quatre roues motrices et peut être dirigé sélectivement par deux ou quatre roues.
L'Aufbau se compose des éléments suivants :
- Vorderer Panzer (Blindage avant)
- Hinterer Panzer (Blindage arrière)
- Vorderer Bodenschutz (Protection ventrale avant)
- Hinterer Bodenschutz (Protection ventrale arrière)
- Radpanzer (Protection du blindage des roues)
- Schutzgitter (Grille de protection)
- Kraftstoffbehaelter (Réservoir de carburant)
- Trennwand (Cloison pare-feu)
- Kotfluegel (Ailes)
- Fussboden (Plancher)
- Pz.-Fahrersitz (Siège du conducteur)
- 2 cm Sockellafette (Support pour 2 cm Kw.K. 30)
- Schutzschild (Tourelle)

L'Aufbau (corps blindé) est constitué de plaques de blindage soudées les unes aux autres. Les plaques sont positionnées à des angles qui les rendent résistantes aux coups de calibre 7,92 mm S.m.K. (balles perforantes) tirés depuis le sol. Le corps blindé protège l'ensemble du véhicule et l'équipage. L'équipage est composé du Fuehrer (commandant), de Schuetze (mitrailleur) et du Fahrer (conducteur).
Le vordere Panzer couvre l'espace réservé au conducteur et au Kampfraum (compartiment de combat). Les trois plaques avant sont disposées de manière que le conducteur dispose d'un espace suffisant pour actionner les commandes et d'une bonne vue sur la route.
La plaque avant supérieure comporte une ou deux ouvertures qui sont fermées par un Sehklappe mit Schschlitz (orifice de vision avec fente d'observation) à la hauteur des yeux du conducteur. En outre, les plaques latérales supérieures avant comportent une Sehklappe mit Sehschlitz des deux côtés.
Les Sehklappen pivotent vers le haut et peuvent être maintenus dans plusieurs positions. Les fentes de vision sont entourées d'un cadre qui les protège des projections de balles. Derrière la fente de vision se trouve un Schutzglas (bloc de verre) dans un cadre pivotant.
De chaque côté des tôles latérales inférieures se trouve une Einsteigluke (trappe d'accès de l'équipage) à charnière.
Le Panzer arrière couvre le moteur et le radiateur avec le ventilateur. Les plaques arrière comportent deux ouvertures. L'ouverture supérieure est fermée par la Motorklappe (trappe à moteur). L'ouverture inférieure est couverte par un Luftgitter (bouche d'aération) pivotant ou par le Schacht (compartiment) pour le Warmluft (air chauffé). Le Luftgitter est un cadre blindé avec des bandes de blindage inclinées qui se chevauchent, de sorte qu'un coup direct ne peut pas entrer, mais offre suffisamment d'espace pour évacuer l'air chauffé du radiateur.
Les Motorseitenklappen (trappes à moteur des deux côtés) peuvent être maintenues ouvertes pour un meilleur refroidissement du moteur. Elles peuvent être ouvertes et fermées à distance depuis l'intérieur par le tireur. Sauf en cas de nuages de poussière importants ou de risque d'impact, les Motorseitenklappen doivent être maintenus ouverts pour le refroidissement du moteur.
Le vordere Bodenschutz est une plaque de blindage rectangulaire qui protège les roues avant motrices et la suspension des roues avant. Elle est maintenue par deux bras qui sont boulonnés au vorderen Panzer. Le hintere Bodenschutz est soudé pour former une plaque qui protège le moteur et la transmission arrière. La paroi arrière inclinée comporte un Luftgitter (bouche d'aération) qui est maintenu en place par des boulons. Le hintere Bodenschutz est boulonné à la partie supérieure du corps de blindage arrière et fixé au cadre du châssis à l'aide de cornières.
Radpanzer - Les moyeux des roues avant et arrière sont protégés des balles par des protections amovibles boulonnées.
Schutzgitter - L'ouverture au sommet du Panzer hinere est recouverte d'un Schutzgitter (grille) pour empêcher les grenades à main d'être lancées à l'intérieur. Deux petites sections articulées s'ouvrent pour remplir les réservoirs de carburant.
Les deux réservoirs de carburant (Kraftstoffbehaelter) sont situés directement derrière la cloison pare-feu, à côté du moteur et remplissent l'angle entre les parois latérales supérieure et inférieure. Ils ont une contenance totale de 110 litres.
Le Trennwand (Cloison pare-feu) sépare le compartiment moteur du compartiment de l'équipage. Il est fixé au plancher et au corps de l'armure. Une grande ouverture dans la cloison pare-feu permet à l'air de pénétrer dans le radiateur. Un écran recouvre l'ouverture pour protéger le radiateur.
Les Kotfluegel sont fabriqués en tôle pliée. Des coffres de rangement avec couvercle sont intégrés dans les ailes avant et un Trittleiste (marche antidérapante) se trouve sur le dessus des ailes arrière.
Le Fussboden est constitué de sections de Warzenblech (plaques antidérapantes) qui sont boulonnées au cadre. Les ouvertures dans le plancher pour la tringlerie de commande sont construites contre la saleté de la route.
Les coussins de la Fahrersitz sont maintenus dans des cadres. De courtes tiges situées sous le cadre et des trous dans la plaque de sol permettent de régler le siège en fonction de la taille du corps. Le dossier est réglable.
Le 2 cm Kw.K. est un canon léger qui peut être déplacé sur 360°, abaissé à -7° et élevé à +80° afin d'engager des cibles terrestres et aériennes. Les armes sont dirigées par l'artilleur qui tourne des volants sur une Richtmaschine spéciale. Les sièges du commandant et de l'artilleur sont soutenus par deux bras reliés au Sockel. Le siège de droite de l'artilleur peut être rapidement réglé en hauteur afin de permettre l'engagement rapide des cibles aériennes. Un contrepoids équilibre la masse de l'affût et des armes à toutes les hauteurs, de sorte que le mécanisme d'élévation est tourné uniformément et facilement.
Schutzschild zum Drehsockel fuer M.G. - Le commandant et l'artilleur sont protégés jusqu'au bord inférieur de leur casque par le Schutzschild (tourelle). Le Schutzschild est une forme tronquée composée de plaques de blindage jumelées (droite et gauche) qui sont soudées ensemble à des angles qui créent un bouclier résistant au 7,92 mm S.m.K. Les plaques latérales du Schutschild sont soudées à une plaque de base avec une grande découpe circulaire au milieu. Un anneau de blindage est soudé à la base pour empêcher les balles de pénétrer dans l'espace entre la superstructure et le Schutzschild. Le Schutzschild tourne grâce à un bras relié au Drehsockel.
Les Sehklappe à charnières avec Sehschlitz et Schutzglas sont situés dans les plaques latérales à droite de l'artilleur et à gauche du commandant. Un Sehklappe ohne Sehschlitz est situé derrière le commandant. Un double Gitterklappe (écran rabattable) situé au-dessus du Schutzschild empêche les grenades d'être lancées et peut être maintenu ouvert pour permettre aux armes d'être surélevées afin d'engager des cibles aériennes.

Modifications :
Wagenwinde - À partir d'octobre 1936, un support pour le Wagenwinde (cric) a été ajouté sur l'aile arrière gauche.
M.G.34 - Comme ordonné par In 6 le 10 mars 1938, le M.G.34 devait être monté sur le.Pz.Sp.Wg. à la place du M.G.13. Cependant, comme indiqué le 2 avril 1938, le M.G.13 pouvait être conservé par la Panzerspachkompanie dans l'Aufklarung-Abteilung (mot) et le Kav.Pz.Sp.Zg. dans une Kavallerie et un Reiter-Regiment. Comme annoncé le 20 juin 1938, les M.G.34 des Panzerspaehwagen devaient être dotés de Patronentrommeln (magasins à tambour).
Fahnenstange (bâton porte-drapeau) - Le Fahnenstange n'est plus monté sur l'aile gauche des Fahrgestell de la troisième série depuis le début de l'année 1939.
Schussicheren Schlaeuche - Les trois contrats attribués le 14 juin 1938 pour les 3.Serie Fahrgestell s.PkwI spécifiaient qu'ils devaient être équipés de schussicheren Schlaeuche (chambres à air à l'épreuve des balles). Celles-ci n'étaient pas vraiment à l'épreuve de la pénétration, mais grâce au remplissage de la chambre à air, elles ne se dégonflaient pas et le véhicule pouvait continuer à rouler même après que le pneu ait été traversé par une balle.
Einheitsschklappen - À partir du début de 1939 sur le Le.Pz.Sp.Wg. avec 3.Serie Fahrgestell, les grands orifices de vision découpés dans la plaque de blindage ont été remplacés par un Einheitssehklappe moulé (orifice de vision standard). Deux Sehklappen mit Sehschlitz coulés boulonnés au Schutzshild, un Einheitssehklappe mit Sehschlitz coulé plus long pour le conducteur et un Sehklappe mit Sehschlitz coulé plus court à sa droite sur la plaque avant du conducteur et deux Sehklappen mit Sehschlitz coulés plus courts qui pouvaient être ouverts vers l'avant sur les côtés droits et gauche de la superstructure supérieure ont été introduits au cours de la série de production.
Fliegernotvisier -  Afin d'améliorer la précision des tirs sur les avions, un Fliegernotvisier (viseur antiaérien) a été développé par Gustloff-Werke Suhl pour le Le.Pz.Sp.Wg. (Sd.Kfz.222). Quelques-uns ont été produits pour des essais dans le Le.Pz.Sp.Wg. dans les Aufkl.Abt.3 et 8 et le Aufkl.Lehr-Abt.
Nachtmarschgeraet - Comme annoncé le 13 février 1940, des supports spéciaux ont été développés pour monter la Nachtmarschgeraet sur les Pz.Sp.Wg. (La Nachtmarschgeraet comprenait à la fois le Notek Tarnscheinwerfer (phare noir) à l'avant et l'Abstand-Rueckleuchte (feu de convoi) à l'arrière.
2 cm Sockellafette 38 mit Knueppelsteuerung - Tel que rapporté à In 6 par WaJRue (WuG6) le 3 juillet 1940 : Tous les Le.Pz.Sp.Wg. (Sd.Kfz.222) livrés à partir d'août 1940 seront équipés du nouveau Sockel mit Knueppelsteuerung (combinant l'élévation et le travers en un seul volant) et du Fliegernotvisier 38 (viseur antiaérien). 160 exemplaires du nouveau Drehsockel mit Fliegernotvisier ont été commandés à l'entreprise Gustav Appel à Spandau et doivent être livrés au rythme de 15 à 20 par mois. Monté sur le Kw.K.38 de 2 cm (au lieu du Kw.K.30), ce nouvel affût présente une élévation et une vitesse de déplacement accrues, ainsi qu'un arc d'élévation plus grand de 85°. La hauteur de l'écran de protection a été augmentée pour accueillir le Kw.K.38 de 2 cm et le Fliegervisier 38. Plus tard, dans la série 4, la hauteur de l'écran de protection a été raccourcie et redessinée avec une fente pour le Kw.K.38 de 2 cm et une sangle en boucle englobant le Fliegervisier 38.
2 cm Pzgr.Patr.40 - Le 21 octobre 1941, l'AHM a annoncé le montant de la dotation initiale en munitions qui devait être de 2 cm Pzgr.Patr.40. La dotation initiale pour chaque Kw.K. de 2 cm dans une Panzerspaehwagen devait être de 900 cartouches composées de 350 Pzgr.Patr. (perforantes), 100 Sprgr.Patr. (hautement explosives) et 450 Pzgr. Patr.40 (perforantes à noyau de tungstène). Le Pzgr.Patr.40 de 2 cm avait déjà été mis en service dans la Heer le 5 novembre 1940. Ce nouvel ordre ne fait que clarifier la répartition.
Funksprechgeraet "a" - À partir de 1941, un Funksprechgeraet, un poste de radio avec une antenne à tige, fut monté dans les nouveaux, et remonté dans les plus anciens, le.Pz.Sp.Wg. (Sd.Kfz.222). Fonctionnant dans la bande des 24,11 à 25,01 MHz, le Fu.Spr.Ger.a avait une portée vocale assez courte, jusqu'à 1 kilomètre lorsque le véhicule se déplaçait.
Sockellafette 38 Backfit - Comme annoncé le 18 mars 1942, les le.Pz.Sp.Wg. (Sd.Kfz.222) avec des Kw.K.30 de 2 cm devaient être équipés d'un Kw.K.38 de 2 cm monté sur un Sockellafette 38 avec alimentation par ceinture pour la M.G. 34 et le M.P.18 remplacé par un M.P.38. Le chargement de munitions comprenait 20 chargeurs 38 ou 32 (avec 10 cartouches chacun), À bord du véhicule il y avait 22 caisses à munissions, 11 Patronengurte 34 et 11 Gurtkasten 34 pour 100 cartouches de 7,92 et 6 chargeurs pour le M.P.38.
Winkelspiegel - Le 18 mars 1942 également, un support devait être installé à l'arrière du le.Pz.Sp.Wg. (Sd.Kfz.222) pour un Winkelspiegel (périscope d'observation).
Ausf.B auf Einheitsfahrgestell I fuer s.Pkw. Typ V - À partir de mai 1942, le le.Pz.Sp.Wg. (Sd. Kfz.222) Ausf. B avait le même Aufbau standardisé à trois pièces que le le.Pz.Sp.Wg. (Sd.Kfz.223) et le kl.Pz.Fu.Wg. (Sd.Kfz.260&261). Sur un Sd.Kfz.222, une plaque était boulonnée sur le bossage qui n'était pas nécessaire pour le renfort arrière d'une antenne de cadre.
Kampfraumbeheizung - À partir du 1er septembre 1942, tous les le.Pz.Sp.Wg. nouvellement produits ou reconstruits devaient être équipés d'un Kampfraumbeheizung (chauffage du compartiment de l'équipage). le.Pz.Sp.Wg. (Sd.Kfz.222) avec les unités de campagne devaient être équipés d'un Kampfraumbeheizung. La trajectoire de l'air de refroidissement du moteur était inversée. Sur les modèles Ausf. A et Ausf. B, les sorties d'air de refroidissement situées en bas à l'arrière étaient obstruées par des couvercles en tôle. De même, le Gitter (grille) situé à l'avant, derrière la tourelle, était obstrué par un couvercle en tôle. Le Gitter arrière sur le dessus de l'Ausf. A est resté ouvert et un couvercle en tôle sur le radiateur a été enlevé pour permettre l'entrée de l'air de refroidissement. Sur l'Ausf. B, le couvercle en tôle au-dessus du radiateur était remplacé par un Drahtnetzgitter (écran métallique).
Schussicheren Schlaeuche - Comme annoncé le 1er février 1943 : Les Schussicheren Schlaeuche (chambres à air pare-balles) ne doivent plus être installées dans les pneus des le.Pz.Sp.Wg. A l'avenir, ces Sd.Kfz. seront équipés de Luftschlaeuchen normales (chambres à air remplies d'air) et chaque véhicule transportera deux chambres à air de rechange.
Funksprechgeraet "f" - À partir de 1943, un poste de radio Funksprechgeraet f doté d'une antenne tige fut installé à l'arrière des véhicules du le.Pz.Sp.Wg. Fonctionnant dans la bande des 19,9 à 21,4 MHz, il ne pouvait pas être utilisé pour communiquer avec le Funksprechgeraet "a"

### leichter Panzerspähwagen (Fu) Sd.Kfz. 223[6]
Au total, 555 le.Pz.Sp.Wg. (Fu) (Sd.Kfz.223) a été produit pour l'armée allemande de 1935 à février 1944 dans les séries suivantes :
1.Série - 117 dans Fgst.Nr.Serie 810001-810359 de 1935 à 1937 assemblage de 12 par Daimler-Benz, 64 par DeutscheWerke et 41 par Schichau.
2. Série - aucun.
3.Série - 118 en Fgst.Nr.Serie 810700-810817 de juin 1939 à septembre 1940 assemblage par MNH, Hannover.
4 Série - 112 en Fgst.Nr.Serie 810818-8101414 de septembre 1940 à décembre 1941 assemblage par M.N.H., Hannover, armure de Boehler, Kapfenberg (contrats pour 90 plus 22).
5.Série - 208 dans Fgst.Nr.Serie 8110004-8110994 de juillet 1942 à février 1944 assemblage de 72 par Wegmann, Kassel, de juillet 1942 à février 1943 et 136 par Weserhuette, Bad Oeynhausen, d'avril 1943 à février 1944 ; blindage de Schoeller Bleckmann.

La description suivante du leichter Panzerspaehwagen (Fu) (Sd.Kfz.223) est tirée du manuel D686/9 sur l'Aufbau (superstructure) daté du 20 avril 1940.
Le leichte Panzerspaehwagen (Fu) se compose du Fahrgestell et du Panzeraufbau fixés au châssis. Le châssis tout-terrain est doté de quatre roues motrices et peut être dirigé sélectivement par deux ou quatre roues.
L'Aufbau se compose des éléments suivants :
- Vorderer Panzer (Blindage avant)
- Hinterer Panzer (Blindage arrière)
- Vorderer Bodenschutz (Protection ventrale avant)
- Hinterer Bodenschutz (Protection ventrale arrière)
- Radpanzer (Protection du blindage des roues)
- Schutzgitter (Grille de protection)
- Kraftstoffbehaelter (Réservoir de carburant)
- Trennwand (Cloison pare-feu)
- Kotfluegel (Ailes)
- Fussboden (Plancher)
- Fahrer und Funkersitz (Siège du conducteur et de l'opérateur radio)
- Drehsockel fuer M.G. (Support pour M.G.)
- Schutzschild (Tourelle)
- Funkeinrichtung (Poste de radio)

Le Aufbau (structure) est constitué de plaques de blindage soudées entre elles. Les plaques sont positionnées à des angles qui les rendent résistantes aux coups de 7,92 mm S.m.K. (balles perforantes) tirés depuis le sol. Le corps blindé protège l'ensemble du véhicule et l'équipage. L'équipage se compose du Fuehrer (commandant), qui est également le Schuetze (tireur), du Fahrer (conducteur) et du Funker (opérateur radio).
Le vordere Panzer couvre l'espace réservé au conducteur, à l'opérateur radio et au Kampfraum (compartiment de combat). Les trois plaques avant sont disposées de manière que le conducteur dispose d'un espace suffisant pour actionner les commandes et d'une bonne vue sur la route.
La plaque avant supérieure comporte deux ouvertures, fermées par des Schklappen mit Sehschlitz (hublot avec fente d'observation) à la hauteur des yeux du conducteur. En outre, les plaques latérales supérieures avant comportent une Sehklappe mit Schschlitz des deux côtés.
Les Sehklappen pivotent vers le haut et peuvent être maintenus dans plusieurs positions. Les fentes de vision sont entourées d'un cadre qui les protèges des projections de balles. Derrière la fente de vision se trouve un Schutzglas (bloc de verre) dans un cadre pivotant. Des deux côtés des plaques latérales inférieures se trouve une Einsteigluke (trappe d'accès à l'équipage) à charnière.
Le blindage arrière couvre le moteur et le radiateur avec le ventilateur. Les plaques arrière comportent deux ouvertures. L'ouverture supérieure est fermée par la Motorklappe (trappe à moteur). L'ouverture inférieure est couverte par un Luftgitter (bouche d'aération) pivotant ou par le Schacht (compartiment) pour le Warmluft (air chauffé). Le Luftgitter est un cadre blindé avec des bandes de blindage inclinées qui se chevauchent, de sorte qu'un coup direct ne peut pas entrer, mais offre suffisamment d'espace pour évacuer l'air chauffé du radiateur.
Les Motorseitenklappen (trappes moteur des deux côtés) peuvent être maintenues ouvertes pour un meilleur refroidissement du moteur. Elles peuvent être ouvertes et fermées à distance depuis l'intérieur par le tireur.
Le vordere Bodenschutz est une plaque de blindage rectangulaire qui protège les roues avant motrices et la suspension des roues avant. Elle est maintenue par deux bras qui sont boulonnés au vorderen Panzer.
Le hintere Bodenschutz est soudé pour former un bac qui protège le moteur et la transmission arrière. Un Luftgitter (orifice d'aération) est aménagé dans la paroi arrière inclinée et est maintenu en place par des boulons. Le hintere Bodenschutz est boulonné à la partie supérieure du corps de blindage arrière et fixé au cadre du châssis par des cornières.
Radpanzer - Les moyeux des roues avant et arrière sont protégés des balles par des protections amovibles boulonnées.
Schutzgitter - L'ouverture au sommet du hintere Panzer est recouverte d'un Schutzgitter (grille) pour empêcher les grenades à main d'être lancées à l'intérieur. Deux petites sections articulées s'ouvrent pour remplir les réservoirs de carburant.
Les deux réservoirs de carburant (Kraftstoffbehaelter) sont situés directement derrière la cloison pare-feu, à côté du moteur et remplissent l'angle entre les parois latérales supérieure et inférieure. Ils ont une contenance totale de 110 litres.
Le Trennwand (cloison pare-feu) sépare le compartiment moteur du compartiment de l'équipage. Elle est fixée au plancher et au corps du blindage. Une grande ouverture dans la cloison pare-feu permet à l'air de pénétrer dans le radiateur. Un écran recouvre l'ouverture pour protéger le radiateur.
Les Kotfluegel sont fabriqués en tôle pliée. Des coffres de rangement avec couvercle sont intégrés dans les ailes avant et un Trittleiste (marche antidérapante) se trouve sur le dessus des ailes arrière.
Le Fussboden est constitué de sections de Warzenblech (plaques antidérapantes) qui sont boulonnées à la console.
Les ouvertures dans le plancher pour la tringlerie de commande sont construites contre la saleté de la route.
Les coussins du Fahrer et du Funkersitz sont maintenus dans des cadres. De courtes tiges situées sous le cadre et des trous dans la plaque de plancher permettent de régler le siège en fonction de la taille du corps. Le dossier du conducteur est réglable. Le dossier de l'opérateur radio peut être retiré et placé à l'arrière ou à l'avant du siège, de sorte que l'opérateur radio puisse s'asseoir face à l'avant lorsqu'il se déplace ou face à l'arrière pour utiliser la radio.
Le Drehsockel sert d'affût de tir pour une mitrailleuse légère qui peut être déplacée sur 360", abaissée à -30° et élevée à +70°. Le tireur dispose d'un siège réglable avec dossier, monté sur le Drehsockel.
Schutzschild zum Drehsockel fuer M.G. - Le commandant/tireur est protégé jusqu'au bord inférieur de son casque par le Schutzschild (tourelle) lorsqu'il sert la mitrailleuse. Le Schutzschild est une forme tronquée composée de plaques de blindage jumelées (droite et gauche) qui sont soudées ensemble à des angles qui créent un bouclier résistant au S.m.K. de 7,92 mm. Les plaques latérales du Schutschild sont soudées à une plaque de base avec une grande découpe circulaire au milieu. Un anneau est soudé à la base pour empêcher les balles de pénétrer dans l'espace entre la superstructure et le Schutzschild.
Un Schschlitz mit Schutzglas est situé dans les plaques latérales à droite et à gauche du Pz.-Fuehrer. Un double Gitterklappe (écran pliable) situé sur le dessus du Schutzschild empêche les grenades à main d'être lancées à l'intérieur et peut être ouvert pour permettre la liberté de mouvement.
Le Schutzschild est soutenu par trois bras de support qui sont fixés au Drehsockel. Le dessous du Schutzshild est équipé de quatre rouleaux munis de ressorts qui lui permettent de se déplacer librement au-dessus de la plaque de toit de la superstructure.
Funkeinrichtung - Le 30 Watt-Funkgeraet (radio set) est installé dans le corps de blindage à droite entre le Drehsockel et Einsteigluken. En outre, une Rahmenantenne (antenne de cadre) repliable est montée sur la superstructure et une deuxième batterie est située à l'avant droit.

Modifications :
Wagenwinde - Un support a été ajouté à l'aile arrière gauche pour un Wagenwinde (cric) à partir d'octobre 1936.
M.G.34 - Selon l'ordre de l'In 6 du 10 mars 1938, le M.G.34 devait être monté sur le Pz.Sp.Wg. à la place de la M.G.13. Cependant, comme indiqué le 2 avril 1938, le M.G.13 pouvait être conservé par la Panzerspachkompanie dans l'Aufklarung-Abteilung (mot) et le Kav.Pz.Sp.Zg. dans une Kavallerie et un Reiter-Regiment. Comme annoncé le 20 juin 1938, les M.G.34 des Panzerspaehwagen ne devaient avoir que des Patronentrommeln (magasins à tambour).
Fahnenstange (bâton porte-drapeau) - Le Fahnenstange n'est plus monté sur l'aile gauche des Fahrgestell de la troisième série depuis le début de l'année 1939.
Schussicheren Schlaeuche - Les trois contrats passés le 14 juin 1938 pour les 3.Serie Fahrgestell s.PkwI spécifiaient qu'ils devaient être équipés de schussicheren Schlaeuche (chambres à air à l'épreuve des balles). Celles-ci n'étaient pas vraiment à l'épreuve de la pénétration, mais grâce au remplissage de la chambre à air, elles ne se dégonflaient pas et le véhicule pouvait continuer à rouler même après que le pneu ait été traversé par une balle.
Einheitsschklappen - À partir du début de 1939 sur le Le.Pz.Sp.Wg. avec 3.Serie Fahrgestell, les grands orifices de vision découpés dans la plaque de blindage ont été remplacés par un Einheitsschklappe (orifice de vision standard) en fonte. Quatre Seh- klappen mit Sehschlitz en fonte boulonnés au Schutzshild, un Einheitsschklappe mit Sehschlitz en fonte plus long pour le conducteur, et deux Sehklappen mit Sehschlitz en fonte plus courts à l'avant sur les côtés droit et gauche de la superstructure supérieure ont été introduits au cours de la série de production.
Nachtmarschgeraet - Comme annoncé le 13 février 1940, des supports spéciaux furent développés pour monter la Nachtmarschgeraet sur les Pz.Sp.Wg. (y compris le Sd.Kfz.223). La Nachtmarschgeraet comprenait à la fois le Notek Tarnscheinwerfer (phare noir) à l'avant et l'Abstand-Rueckleuchte (feu de convoi) à l'arrière.
Funksprechgeraet a - À partir de 1941, un poste de radio Funksprechgeraet avec une antenne tige a été monté dans les nouveaux et à l'arrière dans les anciens, le.Pz.Sp.Wg. (Fu) (Sd. Kfz.223). Fonctionnant dans la bande des 24,11 à 25,01 MHz, le Fu.Spr.Ger.a avait une portée vocale assez courte, jusqu'à 1 kilomètre lorsque le véhicule se déplaçait.
Gurtzufuehrung fuer M.G.34 - Comme annoncé le 18 mars 1942, pour le le.Pz.Sp.Wg. (Fu) (Sd.Kfz.223), le M.G.34 devait être alimenté par courroie au lieu de tambours et le M.P.18 devait être remplacé par un M.P.38. À bord du véhicule il y avait 22 caisses à munissions, 11 Patronengurte 34 et 11 Gurtkasten 34 pour 100 cartouches de 7,92 et 6 chargeurs pour le M.P.38.
Winkelspiegel - Toujours le 18 mars 1942, un support devait être installé à l'arrière du Le.Pz.Sp.Wg. (Sd.Kfz.223) pour un Winkelspiegel (périscope d'observation).
Ausf.B auf Einheitsfahrgestell I fuer s.Pkw. Typ V - À partir de mai 1942, le le. Pz.Sp.Wg. (Sd. Kfz.223) Ausf.B avait le même Aufbau standardisé en trois pièces que le le.Pz.Sp.Wg. (Sd.Kfz.222) et le kl.Pz. Fu.Wg. (Sd.Kfz.260 & 261).
Kampfraumbeheizung - À partir du 1er septembre 1942, tous les Le.Pz.Sp. Wg. devaient être équipés d'un Kampfraumbeheizung (chauffage du 
compartiment de l'équipage). Les le.Pz.Sp.Wg. (Sd.Kfz.223) avec les unités de campagne devaient être équipés d'un Kampfraumbeheizung. La trajectoire de l'air de refroidissement du moteur était inversée. Sur les modèles Ausf.A et Ausf.B, les sorties d'air de refroidissement situées en bas de l'arrière étaient obstrués par des couvercles en tôle. De même, le Gitter (grille) situé à l'avant, derrière la tourelle, était obstrué par un couvercle en tôle. Le Gitter arrière sur le dessus de l'Ausf.A est resté ouvert et un couvercle en tôle sur le radiateur a été enlevé pour permettre l'entrée de l'air de refroidissement. Sur l'Ausf.B, le couvercle en tôle au-dessus du radiateur était remplacé par un Drahtnetzgitter (grillage).
Schussicheren Schlaeuche - Comme annoncé le 1er février 1943 : Les Schussicheren Schlaeuche (chambres à air pare-balles) ne doivent plus être installées dans les pneus des le.Pz.Sp.Wg. À l'avenir, ces Sd.Kfz. seront équipés de Luftschlaeuchen normales (chambres à air remplies d'air) et chaque véhicule transportera deux chambres à air de rechange.

### Kleiner Panzerfunkwagen Sd.Kfz. 260 et 261
Un total de 132 kl.Pz.Fu.Wg. (Sd.Kfz.260) a été produit pour l'armée allemande d'avril 1941 à avril 1943 dans la série suivante :
1 à 3 Série - Aucun
4 Série - 36 dans Fgst.Nr.Serie 810818-8101414 d'avril 1941 à juillet 1941 assemblage par Weserhuette, Bad Oeyn- hausen, caisse de Schoeller Bleckmann.
5 Série - 96 dans Fgst.Nr.Serie 8110004-8110994 d'avril 1942 à avril 1943 assemblage par Weserhuette, Bad Oeynhausen, caisse de Schoeller Bleckmann.

Le Sd.Kfz 260 possédait certaines particularités qui lui étaient propres, bien qu'en conservant certaines similaires au 261. Son équipage gardait la même composition. L'équipement radio de communications différait sur les deux véhicules. En effet, le 260 possédait un équipement radio kl.Pz.Fu.Tr.c 20w sender, ainsi qu'un Ukw.Empf.c1 Fu.Spr.Ger.a, en poste émetteur/transmetteur. Son blindage différenciait également, avec 8mm à 5,5mm de blindage sur toute la surface du véhicule, anglé afin d'éviter la pénétration du blindage par des calibres légers tels que le 7.92mm à des portes dépassant les 30 mètres. Son moteur, le s.Pkw.I Horch 801 Horch 3,5 litres V-8 de 75 chevaux le propulsait à une vitesse totale de 75 km/h sur route, ses réservoirs d'essence lui permettant une autonomie de 320km sur route, et 200km en tout terrain, le tout pour un ratio poids/puissance de 17,6 chevaux par tonne. Il possédait cependant les deux roues directionnelles et 4 roues motrices propre à tous les Leichter Panzersähwagen. Ses suspensions étaient des ressorts enroulés simples. Il possédait une masse en ordre de combat de 4,26 tonnes.

Un total de 352 kl.Pz.Fu.Wg. (Sd.Kfz.261) a été produit pour l'armée allemande d'avril 1941 à avril 1943 dans la série suivante :
1. à 3 Série - Aucun
4. Série - 215 dans Fgst.Nr.Serie 810818-8101414 d'avril 1941 à mars 1942 assemblage par Weserhuette, Bad Oeynhausen, caisse de Gebr.Boehler & Co.A.G., Kap- fenberg et Schoeller Bleckmann.
5. Série - 137 dans Fgst.Nr.Serie 8110004-8110994 d'avril 1942 à avril 1943 assemblage par Weserhuette, Bad Oeynhausen, caisse de Schoeller Bleckmann.

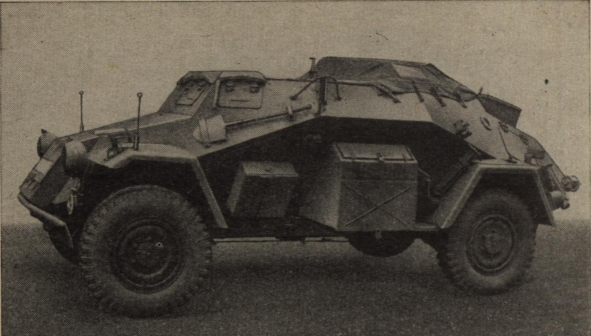
Sd. Kfz. 260

Le Sd.Kfz 261 possédait certaines particularités par rapport au 260. En effet, bien que les deux embarquent une M.P de calibre 9mm celle-ci pouvait être utilisée par n'importe quel membre de l'équipage. Son blindage était plus épais, avec une plaque renforcée de 30mm sur le front du véhicule, mais restait le même sur tout le reste de l'engin, avec une épaisseur variant entre 8mm et 5,5mm. Ses communications radio se fiaient à un kl.Pz.Fu.Tr.d 30 w Sender émetteur/transmetteur. Il était plus large de 4 centimètres, et avait une masse en ordre de combat de 4,3 tonnes soit 40 kilogrammes de plus que le 260. Son moteur, le s.Pkw.I Type V Horch 3,8 litres V-8 possédait 90 chevaux, et propulsait le blindé à 85 km/h, 10 de plus que le 260. Il avait également une élévation au sol plus élevée de 25,5 centimètres, soit 1,5 centimètre de plus que le 260. Son ratio poids/puissance s'élevait à un total de 20,6 chevaux par tonne.

Un Versuchs-kl.Pz.Fu.Wg. (Sd.Kfz. 260) et un Versuchs-kl.Pz.Fu.Wg. (Sd.Kfz. 261) ont été achevés en 1940 bien avant le reste de la série de production de masse. Ayant besoin de plus d'espace pour les quatre membres d'équipage et les postes de radio, les corps blindés du kl.Pz.Fu.Wg. (Sd.Kfz. 260 & 261) étaient basés sur la forme du plus grand blindage de la quatrième série du le.Pz.Sp.Wg. (Sd.Kfz. 222), mais l'Einheitssehklappe du côté droit était monté plus en avant. Pour protéger l'équipage contre les grenades, l'ouverture sur le dessus du corps blindé était protégée par des grillages montés sur des cadres. À partir de la production en série des Fahrgestell de la quatrième série, le Hinterer Panzer protégeant le compartiment moteur était divisé en deux parties.
Sans armement monté sur le kl.Pz.Fu.Wg., l'équipage disposait d'un MP40 en 9 mm avec 192 cartouches.

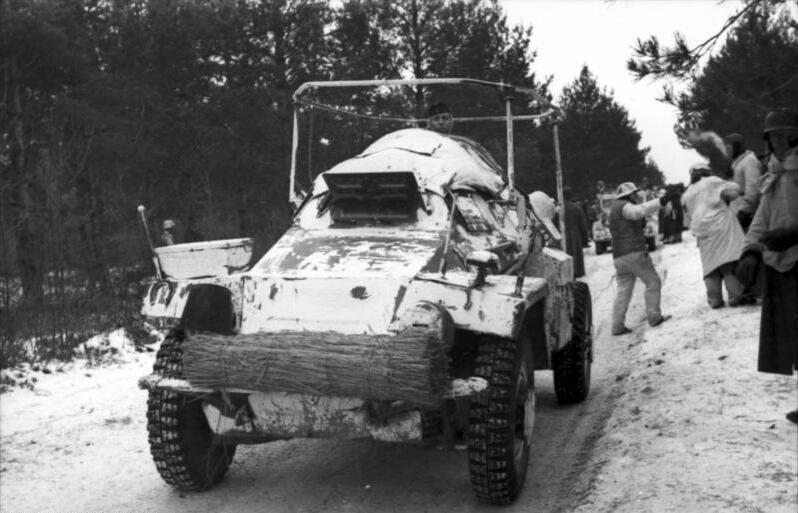
Sd.Kfz. 261

Le kl.Pz.Fu.Wg. (Sd.Kfz.260) était équipé de postes radio fonctionnant sur la même bande de fréquence que ceux utilisés dans les avions. Connu sous le nom de kl.Pz.Fu.Tr. "c" (mot), il était composé d'un Fu 7 avec l'émetteur de 20 watts "d" et l'Ukw Empf. "d1" ainsi que du Fu.Spr.Ger. "a" et utilisait une antenne tige.
Le kl.Pz.Fu.Wg. (Sd.Kfz.261) était équipé de postes radio de grande puissance pour les communications à longue distance avec les autres quartiers généraux. Connu sous le nom de kl.Pz.Fu.Tr. "d" (mot), il était composé d'un Fu 12 ainsi que du Fu.Spr. Ger. "a" et utilisait une antenne cadre.

Production (voir tableau production des kl.Pz.Fu.Wg)
Comme indiqué le 29 septembre 1936, un Sd.Kfz.260 et quatre Sd.Kfz.261 devaient être fournis à chacune des neuf Aufklaerung-Abteilungen, soit un total de 9 Sd.Kfz.260 et 36 Sd.Kfz.261. À cette époque, ces kl.Pz.Fu.Wg. devaient être livrés en 1937. Il y avait 22 Sd.Kfz.260 et 145 Sd.Kfz.261 dans la liste des commandes non exécutées de l'In 6 datée du 8 mai 1937. D'autres projets de blindage étaient plus prioritaires et les contrats n'avaient pas été attribués par WaJRue aux fournisseurs de blindés ou aux entreprises d'assemblage pour produire ces kl.Pz.Fu.Wg. en 1937. Le nombre disponible dans l'inventaire de l'OKH le 20 janvier 1938 était de zéro Sd.Kfz.260 et zéro Sd.Kfz.261.
Au début de la guerre, le 1er septembre 1939, il y avait encore zéro Sd.Kfz.260 et Sd.Kfz.261 dans l'inventaire de l'OKH, mais il a été révélé que 22 Sd.Kfz.260 et 206 Sd.Kfz.261 étaient nécessaires pour remplir les unités autorisées à poster ces kl.Pz.Fu.Wg.
L'état de toutes les commandes AHA/In 6 pour les contrats de véhicules blindés fut revu en avril 1940. Au 1er avril 1940, il y avait un total de 36 Sd.Kfz.260 et 289 Sd.Kfz.261 qui avaient été commandés, mais non livrés. À cette époque, la production du kl.Pz.Fu.Wg. devait commencer en juillet 1940.
Dans ses rapports de production mensuels, WaJRue ne fait état d'aucun kl.Pz.Fu.Wg. achevé avant avril 1941. L'excuse donnée en janvier 1941 était qu'il y avait des difficultés à réquisitionner les antennes et l'excuse donnée en février/mars était qu'il y avait des problèmes de démarrage à Weserhuette qui avait les contrats pour l'assemblage final. Enfin, WaJRue rapporta que 20 kl.Pz.Fu.Wg. avaient été achevés en avril 1941 - quatre ans plus tard que prévu. Le tableau (production des kl.Pz.Fu.Wg) présente la production mensuelle de kl.Pz.Fu.Wg. d'avril 1941 à avril 1943. WaJRue a noté que le contrat pour les 36 Sd.Kfz.260 avait été achevé en juillet 1941 et que la prochaine série de Sd.Kfz.260 devait commencer en février 1942. Weserhuette assembla un total de 36 kl.Pz.Fu.Wg. (Sd.Kfz.260) Ausf.A et 215 kl.Pz.Fu.Wg. (Sd.Kfz.261) Ausf.A d'avril 1941 à mars 1942.
Le début du kl.Pz.Fu.Wg. Ausf.B sur le Einheitsfahrgestell fuer s.Pkw.lv est rapporté par WaJRue avec une note pour avril 1942 que des difficultés de démarrage ont été rencontrées pour compléter le Sd.Kfz.261 sur le châssis s.Pkw.Iv. We- serhuette a complété un total de 96 kl.Pz.Fu.Wg. (Sd.Kfz. 260) Ausf.B et 137 kl.Pz.Fu.Wg. (Sd.Kfz.261) Ausf.B d'avril 1942 à avril 1943.
| Variante | Ausf. A                                | Ausf. B                                |
| -------- | -------------------------------------- | -------------------------------------- |
| Châssis  | s.Pkw.I Typ 801                        | s.Pkw.I Typ V                          |
| Moteur   | V-8 Horch 3,8 litres 75 Ch 3600 tr/min | V-8 Horch 3,8 litres 90 Ch 3600 tr/min |

| Variante       | Ausf. A | Ausf. B |
| -------------- | ------- | ------- |
| Marche arrière | 15      | 12      |
| Neutre         | 13      | 12      |
| 1er rapport    | 20      | 21      |
| 2e rapport     | 34      | 32      |
| 3e rapport     | 54      | 54      |
| 4e rapport     | 80      | 90      |

### Production
| Mois      | 1935 | 1936 | 1937 | 1938 | 1939 | 1940 | 1941 | 1942 | 1943 |
| --------- | ---- | ---- | ---- | ---- | ---- | ---- | ---- | ---- | ---- |
| Janvier   |      | 23   | 6    | 60   | 0    |      | 50   | 10   | 80   |
| Février   |      | 12   | 5    | 50   | 23   |      | 50   | 45   | 79   |
| Mars      | 0    | 6    | 1    | 16   | 125  |      | 34   | 50   | 75   |
| Avril     | 30   | 4    |      |      | 100  |      | 16   | 80   | 76   |
| Mai       | 26   | 8    |      |      | 47   |      | 50   | 80   | 0    |
| Juin      | 46   | 18   |      |      | 37   | 0    | 50   | 80   |      |
| Juillet   | 40   | 7    |      |      | 0    | 37   | 40   | 80   |      |
| Août      | 20   | 10   |      |      |      | 50   | 12   | 55   |      |
| Septembre | 48   | 0    |      |      |      | 50   | 26   | 20   |      |
| Octobre   | 11   |      |      |      |      | 50   | 0    | 89   |      |
| Novembre  | 27   |      |      |      |      | 50   | 0    | 0    |      |
| Décemnre  | 11   |      |      |      |      | 47   | 0    | 92   |      |
| Total     | 259  | 88   | 12   | 126  | 332  | 284  | 328  | 681  | 310  |

| Année     | 1939            | 1940            | 1941            | 1942            | 1943            | 1944        |
| --------- | --------------- | --------------- | --------------- | --------------- | --------------- | ----------- |
| Mois      | Sd.Kfz. 221-223 | Sd.Kfz. 221-223 | Sd.Kfz. 222-223 | Sd.Kfz. 222-223 | Sd.Kfz. 222-223 | Sd.Kfz. 223 |
| Janvier   | 0               | 19              | 25              | 0               | 37              | 21          |
| Février   | 0               | 0               | 15              | 0               | 44              | 17          |
| Mars      | 0               | 8               | 35              | 0               | 55              | 0           |
| Avril     | 0               | 12              | 16              | 0               | 60              |             |
| Mai       | 5               | 24              | 46              | 46              | 50              |             |
| Juin      | 20              | 0               | 35              | 55              | 18              |             |
| Juillet   | 41              | 0               | 30              | 56              | 0               |             |
| Août      | 20              | 17              | 35              | 65              | 0               |             |
| Septembre | 48              | 22              | 20              | 40              | 10              |             |
| Octobre   | 29              | 11              | 0               | 63              | 5               |             |
| Novembre  | 48              | 12              | 20              | 46              | 20              |             |
| Décembre  | 38              | 12              | 14              | 43              | 7               |             |
| Total     | 249             | 137             | 291             | 414             | 306             | 38          |

| Année     | 1941   | 1942   | 1943   |
| --------- | ------ | ------ | ------ |
| Mois      | Pz.Fu. | Pz.Fu. | Pz.Fu. |
| Janvier   |        | 29     | 23     |
| Février   |        | 26     | 20     |
| Mars      | 0      | 25     | 24     |
| Avril     | 20     | 7      | 9      |
| Mai       | 29     | 17     | 0      |
| Juin      | 30     | 4      |        |
| Juillet   | 13     | 46     |        |
| Août      | 12     | 20     |        |
| Septembre | 0      | 0      |        |
| Octobre   | 15     | 0      |        |
| Novembre  | 27     | 30     |        |
| Décembre  | 25     | 32     |        |
| Total     | 171    | 236    | 76     |

## Utilisateurs
Allemagne
Roumanie - Afin d'éviter l'effondrement total de la Divizia 1 Blindată (1ère Division Blindée), la Wehrmacht transféra six Sd.Kfz. 222 et cinq Sd.Kfz. 223.

## Glossaire
Abteilung - Bataillon de moins de 5 compagnies ou unité
Aufbau - Superstructure (ou superstructure et tourelle)
Aufklaerung (Aufkl.) - Reconnaissance
Ausfuehrung (Ausf.) - Désignation du modèle
Drehsockel - Montage sur socle
Einheits - Standardisé
Ersatz - Remplacement
Fahrer - Conducteur
Fahrersehklappe - Visière conducteur
Fahrgestell (Fgst.) - Châssis
Fahrzeug - Véhicule
Funk (Fu) - Radio
Funksprechgeraet (Fu.Spr.Ger.) - Poste radio
Gepanzerte (gep. ou gp.) - Blindé
Geraete - Équipements
Heckpanzer - Blindage du compartiment moteur
Heer - Armée de Terre
In 6 - Inspection des unités motorisées et blindées
Kleiner (kl.) - Petit
Kraftfahrzeug (Kfz.) - Véhicule motorisé
Kriegstärkenachweisunge (K.St.N.) - Tableau d'organisation
KampfWagenKanone (Kw.K.) - Dénomination du canon dans un véhicule blindé
Ladeschuetze - Chargeur
Laufwerk - Suspension
Leichter (le.) - Léger
Maschinenpistole (M.P.) - Pistolet Mitrailleur
Nebelkerzen - Grenades fumigènes
Panzerbuchse (Pz.B.) - Fusil antichar
Panzerfunkwagen (Pz.Fu.Wg.) - Véhicule blindé radio
Panzergranaten (Pzgr.) - Obus de rupture (nomenclature française), Armor-Piercing shells (AP) (nomenclature internationale)
Panzerspaehwagen (Pz.Sp.Wg.) - Véhicule blindé
Personenkraftwagen (Pkw.) - Voiture
Rad - Roues
Richtschuetze - Tireur
Rohr - Arme/Canon
Scheinwerfer - Phare
Schutzschild - Tourelle de véhicule blindé
Schwere (s.) - Lourd
Sonderkraftfahrzeug (Sd.Kfz.) - Véhicule spécial à moteur
Sehklappe - Viseur
Schschlitz - 
Spitzgeschoss mit Kern (S.m.K.) - Balle perforante de 7,92 mm avec noyau en acier
Stab - Quartier général
Tropen (Tp.) - Régions à climat chaud
Turmzielfernrohr (T.Z.F.) - Viseur télescopique
Versuchs (Vers.) - Expérimental
Versuchskraftfahrzeug (Vskfz.) - Véhicule expérimental
Waffenamt - Département des munitions
Wa J Rue - Département de production de munitions
Wa Pruef 6 ou Wa Prw 6 - Bureau d'études automobiles relevant du Waffenamt
Zug - Peloton
Zugfuehrer - Chef de peloton

## Dans la culture populaire

### Films
- HHhH (Sd.Kfz. 222)
- Renegades
- The Courageous Heart of Irena Sendler (Sd.Kfz. 222)
- Horrors of War (Sd.Kfz. 222)
- Hans Kloss: More Than Death at Stake (Sd.Kfz. 222)
- La folle histoire de Max et Léon (Sd.Kfz. 222)
- Operation Dunkirk (Sd.Kfz. 222)
- Sept hommes à l'aube (Sd.Kfz. 222)
- La forteresse noire (Sd.Kfz. 222)
- Mission 633 (Sd.Kfz. 222)
- Un pont trop loin (Sd.Kfz. 222)
- 9. april (Sd.Kfz. 222)
- Rommel (Sd.Kfz. 222)

### Séries
- Ostatsya v zhivykh (Sd.Kfz. 222)
- Dzhulbars (Sd.Kfz. 222)
- SS-GB (Sd.Kfz. 222)
- The Young Guard (Molodaya gvardiya) (Sd.Kfz. 222)
- Band of Brothers (Sd.Kfz. 222)
- 'Allo 'Allo! (Sd.Kfz. 222)

- Outnumbered (Sd.Kfz. 222)
- Meningen med livet (Sd.Kfz. 222)

### Animés et dessin animés
- Rupan sansei (Sd.Kfz. 222)
- Joker Game (Sd.Kfz. 222)

### Jeux vidéos
- War Thunder   Le Sd.Kfz.221 (s.Pz.B.41) est disponible dans War Thunder depuis la mise à jour 1.79 Project X du 12 Juin 2018. Le Sd.Kfz. 222 est visible dans War Thunder dans les parties aériennes et jouable depuis la mise à jour 2.25 Sky Guardians du 7 Mars 2023.

- Company of Heroes et Company of Heroes 2 (Sd.Kfz. 222)
- Mud and blood (Sd.Kfz. 222)
- Dans la séries de jeu Call of Duty (Call of Duty: Finest Hour, Call of Duty 2, Call of Duty 2: Big Red One, Call of Duty 3 et Call of Duty: World at War) le Sd.Kfz. 222 est visible
- Codename Panzer phase one et Codename Panzer phase two (Sd.Kfz. 223)
- Blitzkrieg, Blitzkrieg 2 et Blitzkrieg 3 (Sd.Kfz. 222)
- Men of War, Men of War: Assault Squad (Sd.Kfz. 222 et Sd.Kfz. 223)
- Post Scriptum (Sd.Kfz. 222)
- Combat Mission: Battle for Normandy, Combat Mission: Red Thunder et Combat Mission: Final Blitzkrieg (Sd.Kfz. 222 et Sd.Kfz. 223)
- Steel Division: Normandy 44 et Steel Division II (Sd.Kfz. 221, Sd.Kfz. 222, Sd.Kfz. 223 et Sd.Kfz. 261)
- Sudden Strike 4 (Sd.Kfz. 222)
- Heroes & Generals WWII (Sd.Kfz. 222)
- Theatre of War (Sd.Kfz. 222)
- Body Harvest (Sd.Kfz. 222)
- Desert Rats vs. Afrika Korps (Sd.Kfz. 222)
- R.U.S.E. (Sd.Kfz. 222)
- Sniper Elite V2, Sniper Elite III, Sniper Elite 4 et Sniper Elite 5 (Sd.Kfz. 222)
- Choro Q2 et Choro Q3 (Sd.Kfz. 222)
- Stuntman (Sd.Kfz. 222)
- Rush for Berlin (Sd.Kfz. 222)
- Zombie Derby 2 (Sd.Kfz. 222)
- Allied General (Sd.Kfz. 222)
- Ofitsery (Sd.Kfz. 222)
- War Leaders: Clash of Nations (Sd.Kfz. 222)
- IL-2 Sturmovik (jeu vidéo) (Sd.Kfz. 222)
- Days of War (Sd.Kfz. 222)
- Day of Infamy (Sd.Kfz. 222)
- Day of Defeat: Source (Sd.Kfz. 222)
- Bedlam (Sd.Kfz. 222)